# Wladimir Malmberg
Woldemar (Wladimir) Justus Konstantin Malmberg (russisch Владимир Константинович Мальмберг; * 1. Dezember 1860 in Moskau; † 9. Dezember 1921) war ein russischer Klassischer Philologe und Archäologe.

## Leben
Er entstammt einer Kaufmannsfamilie und studiert von 1879 bis 1884 Geschichte und Philologie an der Universität Kazan. Von dort ging er zunächst von 1884 bis 1887 als Dozent und von 1888 bis 1889 als Assistent an die Universität Petersburg. Dort machte er die Bekanntschaft mit dem Archäologen Adrian Prakhov (1846–1916), dem Experten für Römische Literatur Ivan Pomialovsky und dem Historiker Petr Vasiljević Nikitin. Bereist 1885 traf er in Dorpat Georg Loeschcke der ihn dort unterrichtete, im Sommer 1886 kam er nach Deutschland, wo er bei Ernst Curtius, Adolf Furtwängler und Carl Robert studierte.
Von 1890 bis 1896 war er als außerordentlicher Professor für klassische Philologie und Archäologie an der Kaiserlichen Universität Dorpat tätig und von 1908 bis 1921 als Professor an der Universität Moskau. In der Zeit war er im Sommer 1892 bei einer archäologischen Expedition im südlichen Russland. 1894 kam er für 6 Monate nach Athen. Dort traf er Wilhelm Dörpfeld vom Deutschen Archäologischen Institut und konnte den Peloponnes und Delphi besuchen. 1897 besuchte er Stockholm und Kopenhagen. Im Jahr 1900 reiste er nach Paris, Rom, Neapel, Pompeji, Florenz und Wien. Er schrieb seine Dissertation Ancient Greek Pedimant Compositions und verteidigte diese 1904 erfolgreich. Er kam 1907 wieder nach Moskau, wo er bei großen Vorlesungen als erster gerne eine Laterna Magica einsetzte, eine Technik, die er bereits 1896 in Berlin kennengelernt hatte.
Nach dem Tod des Museumsgründers Iwan Wladimirowitsch Zwetajew übernahm Malmberg auch die Leitung des Puschkin-Museums. Zusammen mit Nikolai Scherbakov (1884–1933) baute er den Bereich Archäologie auf.

## Veröffentlichungen (Auswahl)
- 1889, Memoirs of the imperial Russion Architectural Society in St. Petersburg
- 1892 Metopes of the Ancient Greek Temples